# Itá (Santa Catarina)
Itá é um município brasileiro do estado de Santa Catarina. Localiza-se a uma latitude 27º17'26" sul e a uma longitude 52º19'23" oeste, estando a uma altitude de 385 metros. Sua população estimada em 2004 era de 6 829 habitantes.
Possui uma área de 166,17 km².

## História

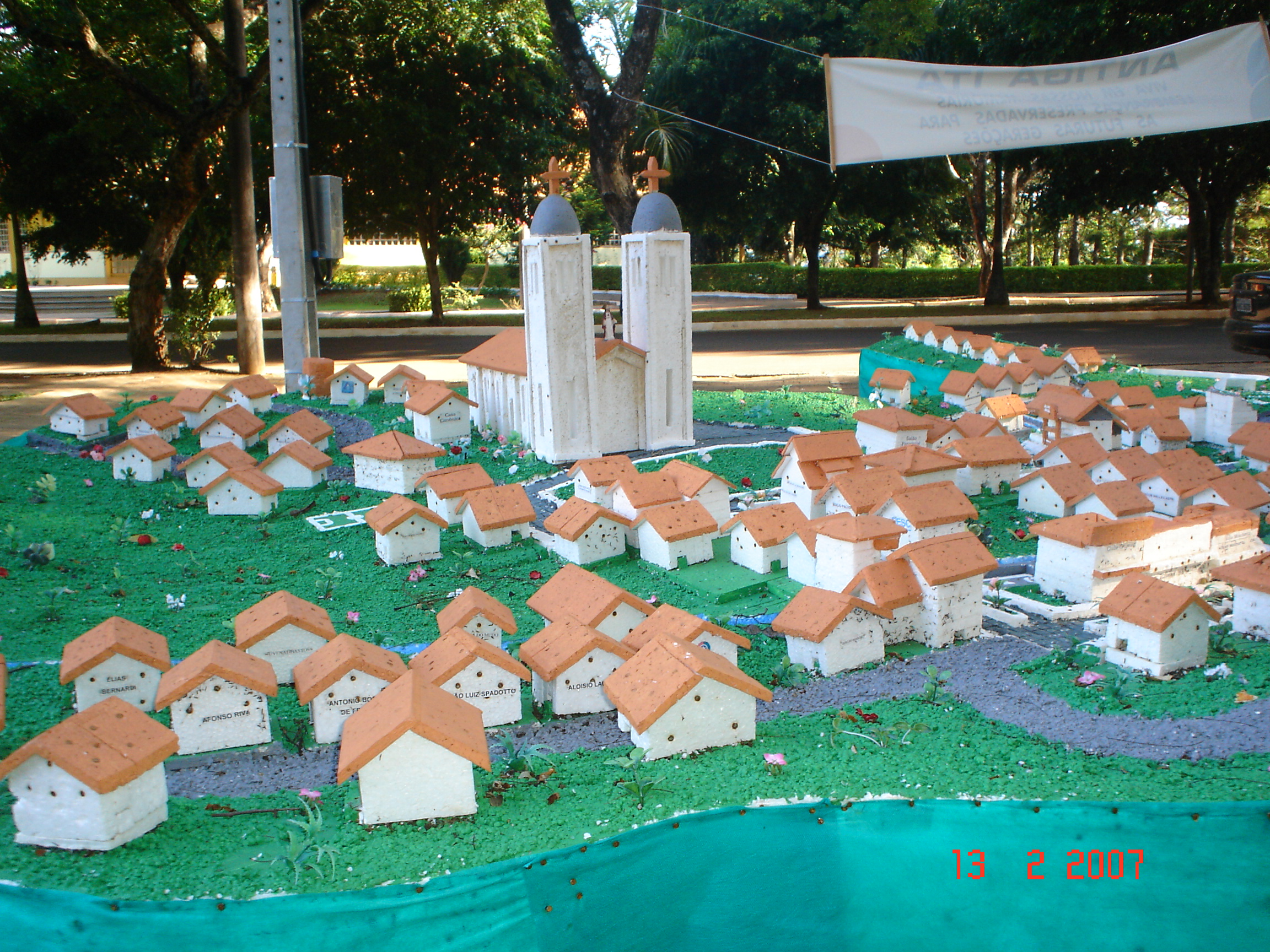
Maquete da antiga cidade de Itá.

A cidade de Itá foi fundada em 1919, em 7 de Janeiro de 1930 foi elevada á categoria de Distrito, e em 13 de dezembro de 1956 adquiriu sua emancipação político-administrativa tornando-se município. Situada no vale do Rio Uruguai, um dos principais rios de Santa Catarina, a cidade sobrevivia de um pequeno comércio local, produtos como a uva, a cachaça e em consequência da cachaça o açúcar, rapadura, marmelada, melado e o bagaço da cana.

### Cidade nova
A cidade nova foi construída devido a criação da Usina Hidrelétrica de Itá, aproveitando um desnível de 120 metros, a usina teria uma capacidade instalada de 1.450 MW. A água represada do rio Uruguai cobriria toda a área da cidade então a prefeitura e a estatal (Eletrosul) responsáveis pela obra da usina indenizaram as famílias e começaram as obras para a construção da nova cidade de Itá, ao lado da velha cidade mas a uma altitude maior. Quando as águas do rio Uruguai inundaram a cidade velha, restaram visíveis apenas as torres da velha igreja, que hoje serve como ponto turístico para a cidade.
A estrutura da nova cidade totalmente planejada é urbano linear atravessando toda a cidade de leste a oeste até a UHE Itá, com estradas de ligação ao interior do município. Com mais de 95% das ruas asfaltadas a cidade de Itá é servida por rede de energia elétrica (Celesc), rede de água (poços artesianos), rede de esgoto (Casan), telefonia fixa e móvel, asfaltamento, coleta diária de resíduos, arborização e ajardinamento.
O significado do nome da cidade é Pedra na língua Tupi-guarani. O marco histórico da fundação da nova cidade ocorreu em 12 de Dezembro de 1981.

## Geografia

### Demografia
A maioria de seus habitantes é de origem italiana ou alemã.

### Cidades vizinhas
- Seara
- Concórdia
- Chapecó

### Usina

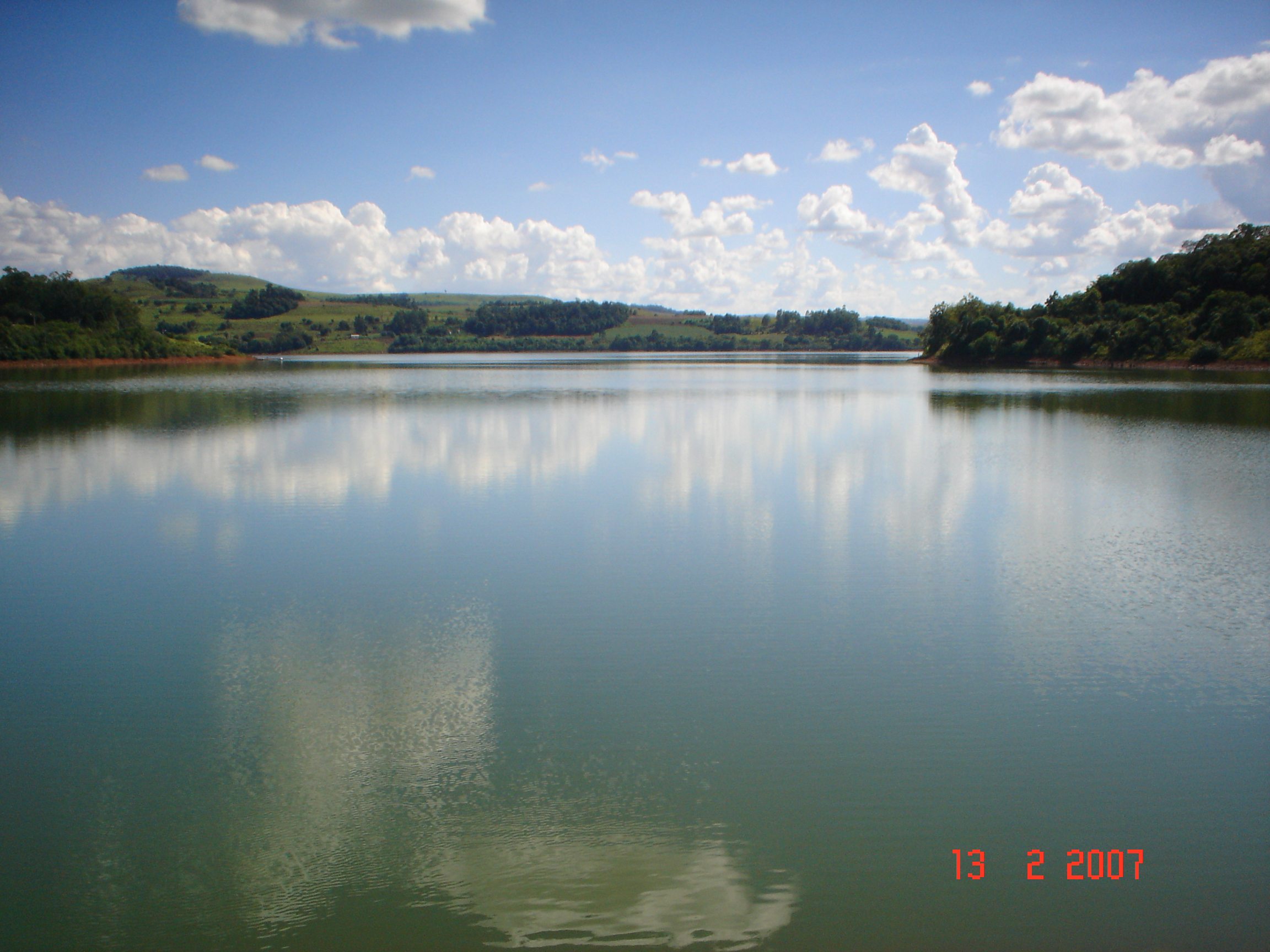
Água represada para usina cobrindo a antiga cidade de Itá.

A Usina Hidrelétrica de Itá, ou somente UHE Itá foi inaugurada em 19 de setembro de 1997. O reservatório da UHE ITÁ inunda aproximadamente 103 km² de terras, em sua maioria caracterizadas por minifúndios com área média de 29 ha, abrangendo um total de onze municípios, sendo sete em Santa Catarina: Itá, Arabutã, Concórdia, Alto Bela Vista, Ipira, Peritiba, Piratuba; e quatro no Rio Grande do Sul: Aratiba, Mariano Moro, Severiano de Almeida e Marcelino Ramos.

## Turismo

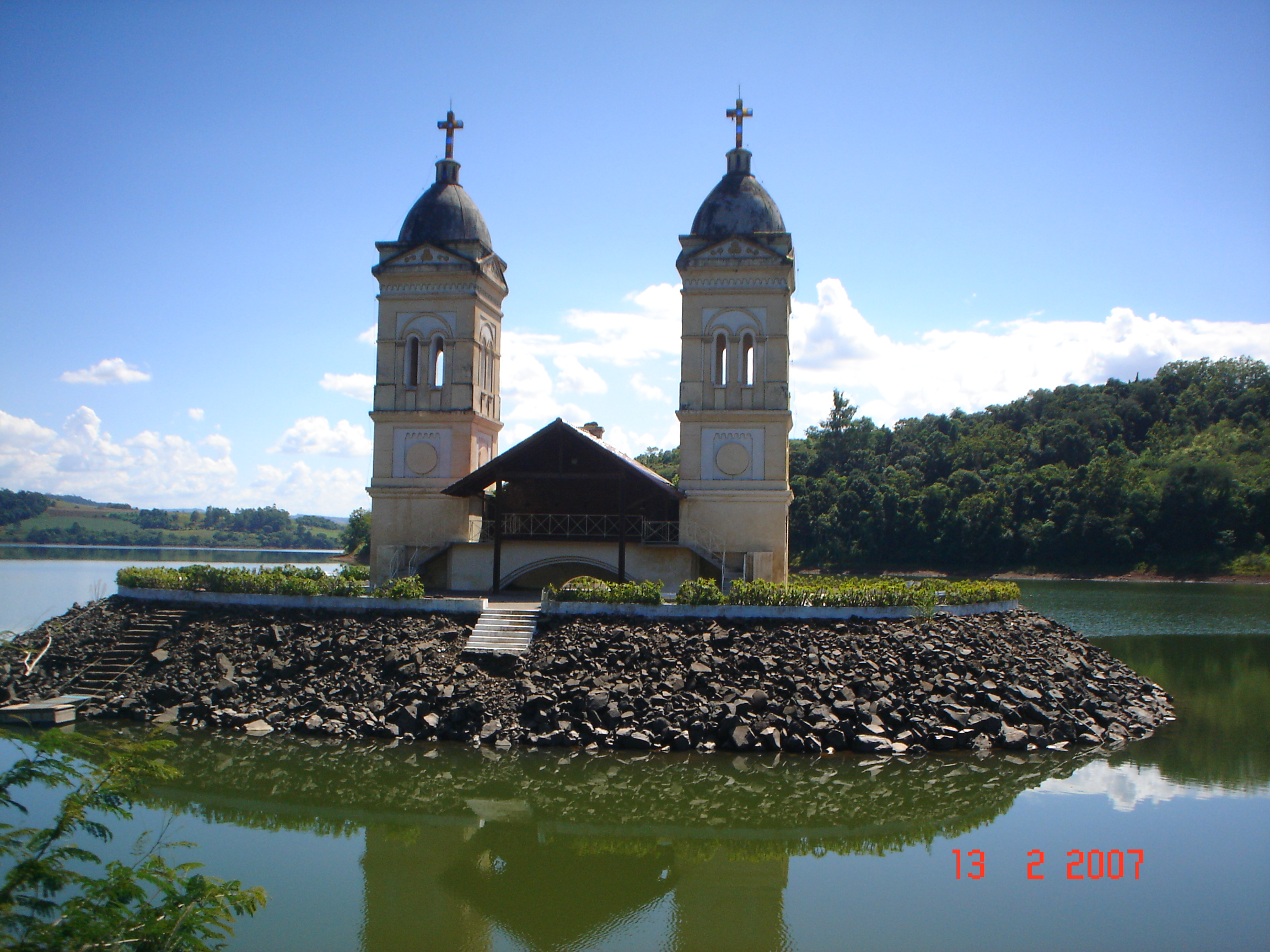
As torres da antiga igreja, o que restou da velha cidade.

Além do turismo trazido pela história da cidade devido a inundação da mesma restando somente as torres da igreja e a reconstrução da cidade, a cidade possui também o complexo turístico Parque Thermas Itá, inaugurado em 14 de novembro de 2005, com área de aproximadamente 80 mil metros quadrados.